# 佐世保市立大久保小学校

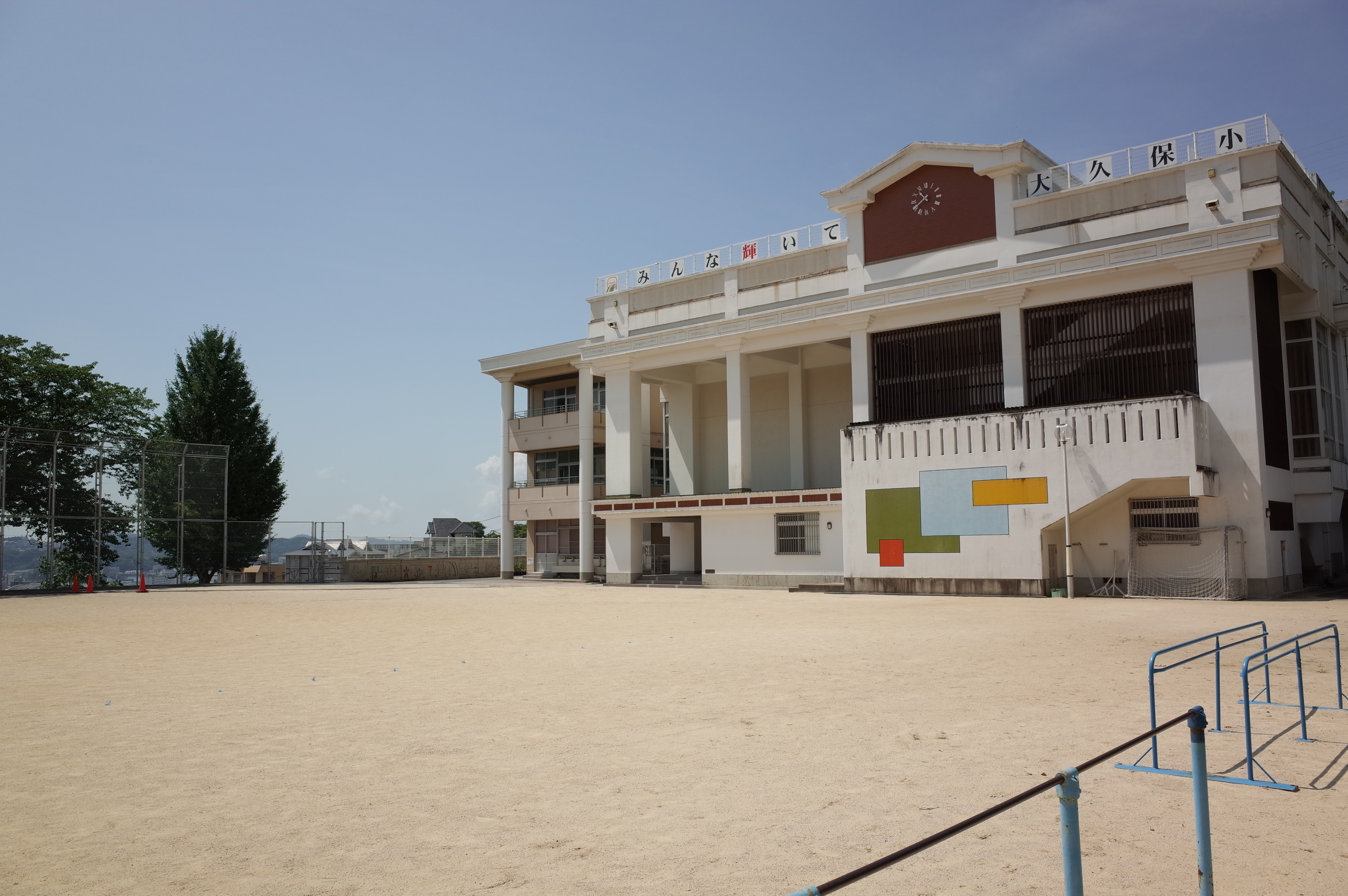
佐世保市立大久保小学校校庭2

佐世保市立大久保小学校（させぼしりつ おおくぼしょうがっこう）は、長崎県佐世保市東大久保町にある公立の小学校。

## 概要
歴史
1923年（大正12年）創立の「大久保尋常高等小学校」を前身とする。現校名になったのは学制改革の行われた1947年（昭和22年）。2013年（平成25年）に創立90周年を迎えた。
校区
住所表記で佐世保市の後に「谷郷町、浜田町、相生町、天満町、高砂町、木場田町、比良町、元町、上町、長尾町、園田町、泉町、西大久保町、東大久保町、小野町（一部）」が続く地域。中学校区は佐世保市立清水中学校。
校章
中央に校名の「大久保」の文字（縦書き）を置いている。
校歌
作詞は織田興一、作曲は瀬戸口辰弥による。歌詞は3番まであり、2番に校名の「大久保校」が登場する。

## 沿革
- 1923年（大正12年）11月5日 - 「大久保尋常高等小学校」が開校（尋常科6年、高等科2年）。
- 1924年（大正13年）4月1日 - 佐世保市女子実業補習学校が併設される。
- 1925年（大正14年）
  - 3月31日 - 併設の佐世保市女子実業補習学校が廃止される。
  - 4月7日 - 佐世保市実業女学校が併設される。
- 1926年（大正15年）7月1日 - 青年訓練所が併設される。
- 1927年（昭和2年）4月1日 - 校区改定により、今福町以西の高等科の児童が琴平尋常高等小学校[2]に転出。
- 1930年（昭和5年）4月1日 - 高等科を廃止し「大久保尋常小学校」に改称。高等科の児童は八幡尋常高等小学校[3]に転出。
- 1936年（昭和11年）6月 - 校地を拡張。
- 1937年（昭和12年）4月11日 - 校区改定により福田町・木場田町の1・2年生が保立尋常小学校[3]に転出。
- 1939年（昭和14年）4月1日 - 校区改定により福田町・木場田町の3～6年生が保立尋常小学校[3]に転出。
  - これにより大久保尋常小学校の校区は「比良町、東大久保町、西大久保町、長尾町、園田町、泉町、上町、元町、矢岳町官舎」となる。
- 1941年（昭和16年）4月1日 - 国民学校令により、「佐世保市大久保国民学校」に改称。尋常科を初等科に改める。
- 1945年（昭和20年）10月2日 - 同年6月の佐世保空襲で校舎を焼失していた八幡国民学校と保立国民学校[3]へ校舎を貸与。
- 1947年（昭和22年）4月1日 - 学制改革（六・三制の実施）が行われ、「佐世保市立大久保小学校」（現校名）となる。
- 1948年（昭和23年）4月1日 - 佐世保市立八幡小学校[3]が休校となったため、八幡校区の児童を収容。
- 1950年（昭和25年）4月1日 - 校区改定により矢岳町の4～6年生が佐世保市立琴平小学校[2]に転出。
- 1951年（昭和26年）4月1日 - 校区改定により矢岳町の1～3年生が佐世保市立琴平小学校[2]に転出。
- 1954年（昭和29年）4月1日 - 校区改定により、福田町の児童が保立小学校へ、熊野町の児童が山手小学校へ、八幡町の児童が八幡小学校へ転出。
  - この時、休校となっていた八幡小学校が再開したため。
- 1968年（昭和38年）4月6日 - 特殊学級を開設。

## 交通アクセス
最寄りのバス停
- 西肥バス（させぼバスが担当）「大久保小学校上」バス停

## 周辺
- 久田学園佐世保女子高等学校
- 佐世保市役所
- 県北振興局
- 佐世保矢岳簡易郵便局